# Bruant masqué
Emberiza spodocephala
Espèce
Statut de conservation UICN

 LC  : Préoccupation mineure

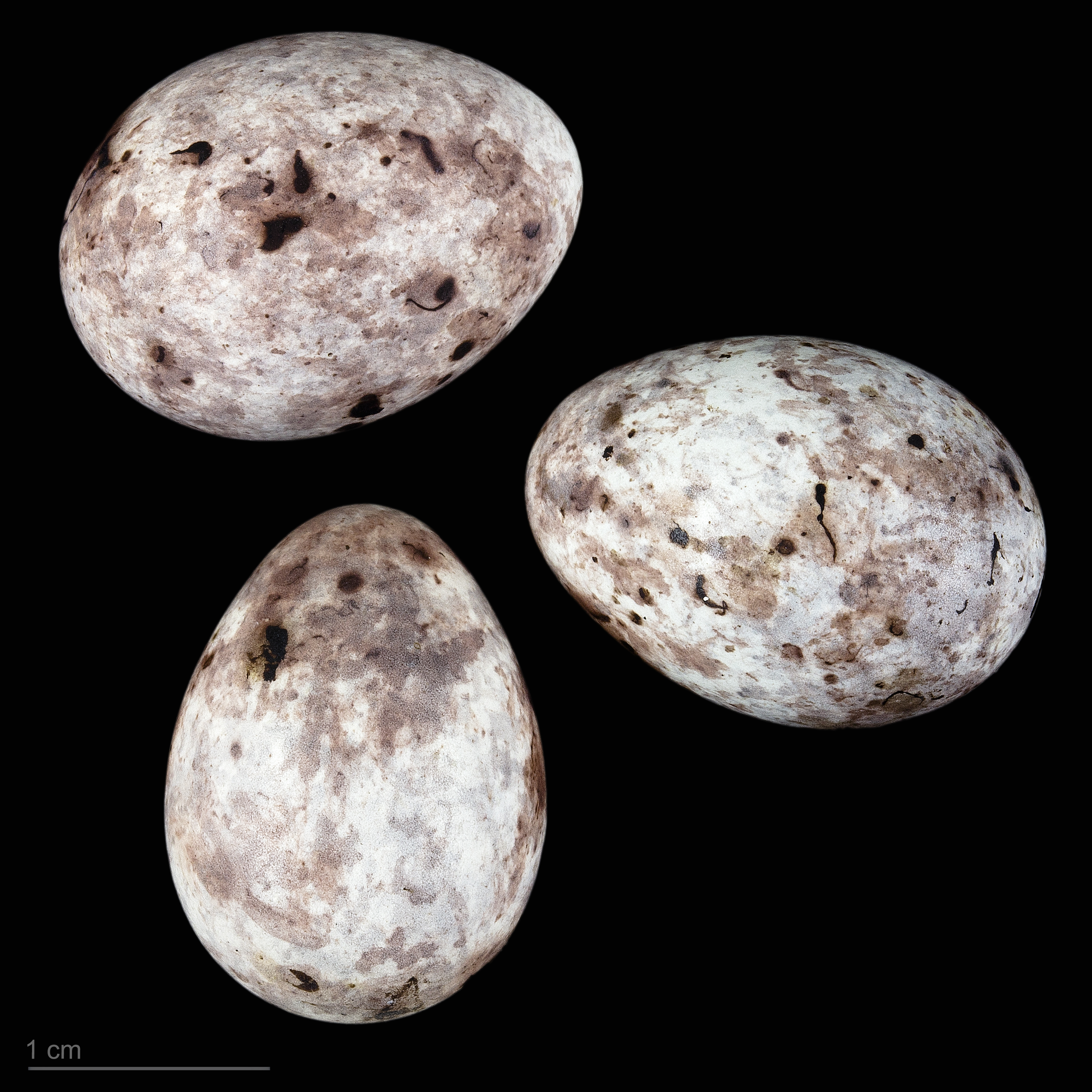
Oeufs de Emberiza spodocephala personata - Muséum de Toulouse

Le Bruant masqué (Emberiza spodocephala) est une espèce de la famille des Emberizidae.

## Liste des taxons de rang inférieur
Liste des sous-espèces selon GBIF (15 mai 2021) :
- Emberiza spodocephala subsp. personata Temminck, 1836
- Emberiza spodocephala subsp. sordida Blyth, 1845
- Emberiza spodocephala subsp. spodocephala

## Systématique
Le nom scientifique complet (avec auteur) de ce taxon est Emberiza spodocephala Pallas, 1776.
Ce taxon porte en français le nom vernaculaire ou normalisé suivant : Bruant masqué,,.
Emberiza spodocephala a pour synonyme :
- Schoeniclus spodocephala (Pallas, 1776)